# Harune Arraxide
Harune Arraxide (em árabe: هارون الرشيد; romaniz.: Hārūn ar/al-Rashīd - "Aarão, o Justo" ou "Aarão, o Bem-guiado"), foi o quinto califa abássida, reinando entre 786 e 809, numa época marcada pela prosperidade científica, cultural e religiosa no Islã. Ele foi o fundador da lendária biblioteca chamada de "Casa da Sabedoria" (Bay al-Hikma).
Já entre o que se sabe ser fictício está o famoso livro "As Mil e uma Noites", que contém muitas histórias fantásticas sobre a corte de Harune e sobre o próprio califa. A família dos barmécidas, que até então tinha tido um papel fundamental no estabelecimento do Califado Abássida entrou em declínio a partir do reinado de Harune Arraxide.

## Biografia
Harune nasceu em Rei, filho do terceiro califa Almadi (r. 775–785) e al-Khayzuran, uma escrava liberta do Iêmen de forte personalidade e que teria grande influência sobre os assuntos do estado no reinado do marido e dos filhos até sua morte, em 789.

### Primeiros anos
Harune se tornou califa por volta dos vinte anos. Antes disso, em 780 e 782, ele já tinha liderado nominalmente campanhas contra o tradicional inimigo do califado, o Império Bizantino. A invasão abássida da Ásia Menor, em 782, foi uma grande empreitada e chegou até os subúrbios da parte asiática de Constantinopla. Seu filho, Almamune nasceu no dia de sua ascensão e Alamim, logo em seguida. Este último era filho de Zubaida, uma neta de Almançor (fundador de Bagdá) e, por isso, tinha precedência sobre o primeiro, cuja mãe era uma escrava persa. Ele começou seu reinado apontando ministros muito hábeis, que tomaram conta do governo de forma muito eficiente.
Foi sob Harune Arraxide que Bagdá floresceu e se tornou uma das mais esplêndidas cidades do mundo. Muitos governantes pagavam tributo ao califa e estes fundos eram utilizados em obras arquitetônicas, nas artes e para sustentar a vida na corte.
Em 796, Harune decidiu mudar a sua corte e o governo para Raca, no médio Eufrates, onde ficou por doze anos, retornando apenas uma vez para Bagdá para uma breve visita. Diversas razões o influenciaram a tomar essa decisão. Em primeiro lugar, Raca era mais próxima da fronteira bizantina e as linhas de comunicação, via Eufrates até Bagdá, via Balique até o norte do califado e via Palmira até Damasco, eram excelentes. Depois, a agricultura foi fortemente estimulada na região para sustentar a nova capital imperial. Por fim, a partir de Raca, qualquer rebelião na Síria e no médio Eufrates poderia ser facilmente controlada. Abu Alfaraje de Ispaã mostra em sua antologia de poemas a vida de luxo que se levava na corte do califa. Em Raca, os barmécidas controlavam o destino do império e foi ali que os dois herdeiros do trono do califa, Alamim e Almamune cresceram.
Por causa dos contos das "Mil e uma Noites", Harune Arraxide se tornou uma figura lendária e teve a sua personalidade histórica obscurecida. Na realidade, seu reinado iniciou a desintegração política do Califado Abássida. Na Síria viviam tribos que ainda alimentavam simpatias pelos omíadas e eram inimigas dos abássidas enquanto que no Egito surgiram rebeliões por causa da má administração e da imposição exagerada de impostos. Os omíadas se firmaram em Alandalus (a Espanha islâmica) em 755 (vide Emirado de Córdova), os idríssidas, em Marrocos em 788, e os aglábidas, em Ifríquia (Tunísia) em 800. Além disso, havia conflitos no Iêmen, no Grande Coração e revoltas dos carijitas em Dailão, Carmânia, Pérsis e Sistão. A isso tudo se somam as constantes campanhas de Harune contra os bizantinos.

### Queda dos barmécidas

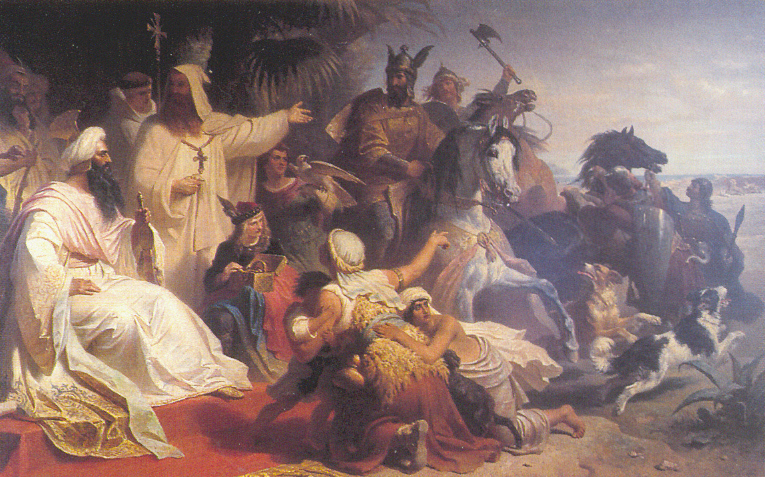
Harune Arraxide recebe a embaixada de Carlos Magno.1864. Por Julius Köckert, atualmente na Fundação Maximiliano, em Munique

Para administrar seu grande império, Harune contava com a ajuda de seu mentor e amigo de longa data, Iáia ibne Calide. Ele o apontou como vizir com amplos poderes executivos e, por dezessete anos, Iáia, seus filhos (especialmente Jafar ibne Iáia) e outros membros da família dos barmécidas serviram o califa fielmente.
Os barmécidas eram uma família persa-tajique que remontava a Barmaque, um mago zoroastrista, que, uma vez convertido ao islã, havia se tornado muito poderoso durante o reinado de Almadi. Iáia, havia ajudado Harune a consolidar-se como califa e ele e seus filhos foram muito estimados até 798, quando o califa os mandou prender e confiscou suas posses. Atabari nos dá a data de 803 e lista vários motivos para o ato: Iáia teria se apresentado frente ao califa sem permissão, a oposição de Iáia a Maomé ibne Alaite, que ganhara as graças do califa, a libertação por Jafar de Iáia ibne Abedalá ibne Haçane, que o califa havia mandado prender, a opulenta e ostensiva riqueza dos barmécidas e até um romance entre o filho de Iáia e a irmã de Harune, Abassa.
Esta última alegação aparece num conto. Harune adorava ter a companhia de Jafar e de Abassa durante os seus períodos de recreação. Como a etiqueta islâmica proíbe a presença conjunta de ambos simultaneamente, Harune teria feito Jafar se casar com sua irmã com o acordo de que o casamento seria puramente nominal. Eles, contudo, consumaram a relação. Algumas versões contam que ela teria entrado no quarto de Jafar escondida pelas sombras e fingindo ser uma escrava. Uma criança, nascida em segredo, foi enviada para Meca, mas uma serva, após discutir com Abassa, tornou público o escândalo. Harune, que fazia sua peregrinação a Meca, ouviu a história e entendeu que ela era provavelmente verdadeira. Ao retornar, logo depois, ele mandou executar Jafar, mandou seu corpo para Bagdá e, lá, mandou dividi-lo em duas partes que foram empaladas e penduradas nas duas entradas da ponte da cidade. Elas ficaram ali por três anos até que Harune, de passagem por Bagdá em direção ao oriente, mandou que fossem retiradas e queimadas. Com a morte de Jafar, seu pai e seus irmãos foram presos. Esta história romântica foi considerada duvidosa por ibne Caldune e pela maioria dos acadêmicos modernos. A queda dos barmécidas é muito provável que a queda dos barmécidas tenha se dado por causa de alguma ação que Harune tenha achado desrespeitosa ou por terem tomado decisões de estado sem consultar primeiro com ele.

### Embaixadas
Tanto Eginhardo quanto Notker, o Gago fazem referência a enviados viajando entre as cortes de Harune e Carlos Magno, tratando principalmente do acesso dos cristãos à Terra Santa e trocando presentes. Notker menciona que Carlos Magno teria enviado a Harune cavalos espanhóis, belas roupas coloridas da Frísia e grandes cachorros de caça. Em 802, Harune enviou seda, candelabros de latão, perfumes, bálsamo de Meca, peças de xadrez em marfim, uma tenda colossal com muitas cortinas coloridas, um elefante chamado Abu Alabas e um relógio de água que marcava as horas derrubando bolas de bronze numa bacia conforme cavaleiros mecânicos - um para cada hora - emergiam de portinholas que se fechavam atrás de si. Os presentes eram sem precedentes na Europa Ocidental e influenciaram a arte carolíngia.
Harune também enviou embaixadas aos chineses da Dinastia Tang e estabeleceu boas relações com eles Ele foi chamado de "A-lun" no chinês T'ang Annals.

### Campanhas militares e morte

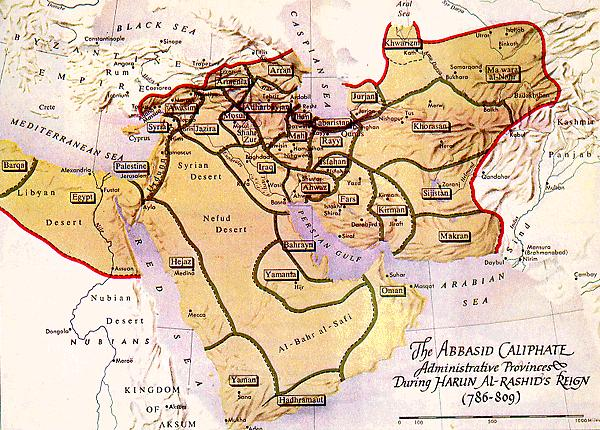
Califado Abássida no tempo de Harune Arraxide

Quando a imperatriz bizantina Irene foi deposta, Nicéforo I, o Logóteta se tornou imperador e se recusou a pagar o tributo a Harune, afirmando que Irene é que deveria estar recebendo um tributo durante o seu reinado. As novidades enfureceram Harune, que escreveu uma mensagem no verso da carta do imperador dizendo "Em nome de Alá, o misericordioso, do miralmuminim Harune Arraxide, comandante dos fiéis, a Nicéforo, cão dos romanos. Tu não ouvirás a minha resposta, irás vê-la." Após campanhas na Ásia Menor, Nicéforo foi forçado a firmar um novo tratado em termos humilhantes.
Arraxide nomeou também Ali ibne Issa ibne Maane como governador do Coração. O novo governador tentou subjugar os príncipes e líderes militares da região para reimpor a autoridade do governo central na região. Esta nova política foi recebida com grande resistência e provocou diversas revoltas na região. Uma delas, liderada por Rafi ibne Alaite, iniciou-se em Samarcanda, em Transoxiana, e obrigou Arraxide a se dirigir para a região. Ele primeiro depôs e mandou prender Ali, o que não arrefeceu a revolta. O califa morreu logo depois de chegar na vila de Sanabade, em Tus, e foi enterrado no palácio de verão de Humaide ibne Catabá, o antigo governador abássida do Coração, localizado nas proximidades. O local posteriormente ficou conhecido como Mexede ("O local do Martírio") por causa do martírio do Imame Ali Arridá. Outra tradição defende que a tumba de Harune foi arrasada na invasão mongol em 1220.
Após a sua morte, uma guerra civil se iniciou entre as facções que apoiavam seus dois filhos, Alamim e Almamune. Após um longo período de combates e descontrole sobre o califado, a guerra terminou com o triunfo de Almamune após o Cerco de Bagdá.